# Brama Świętojańska w Stargardzie

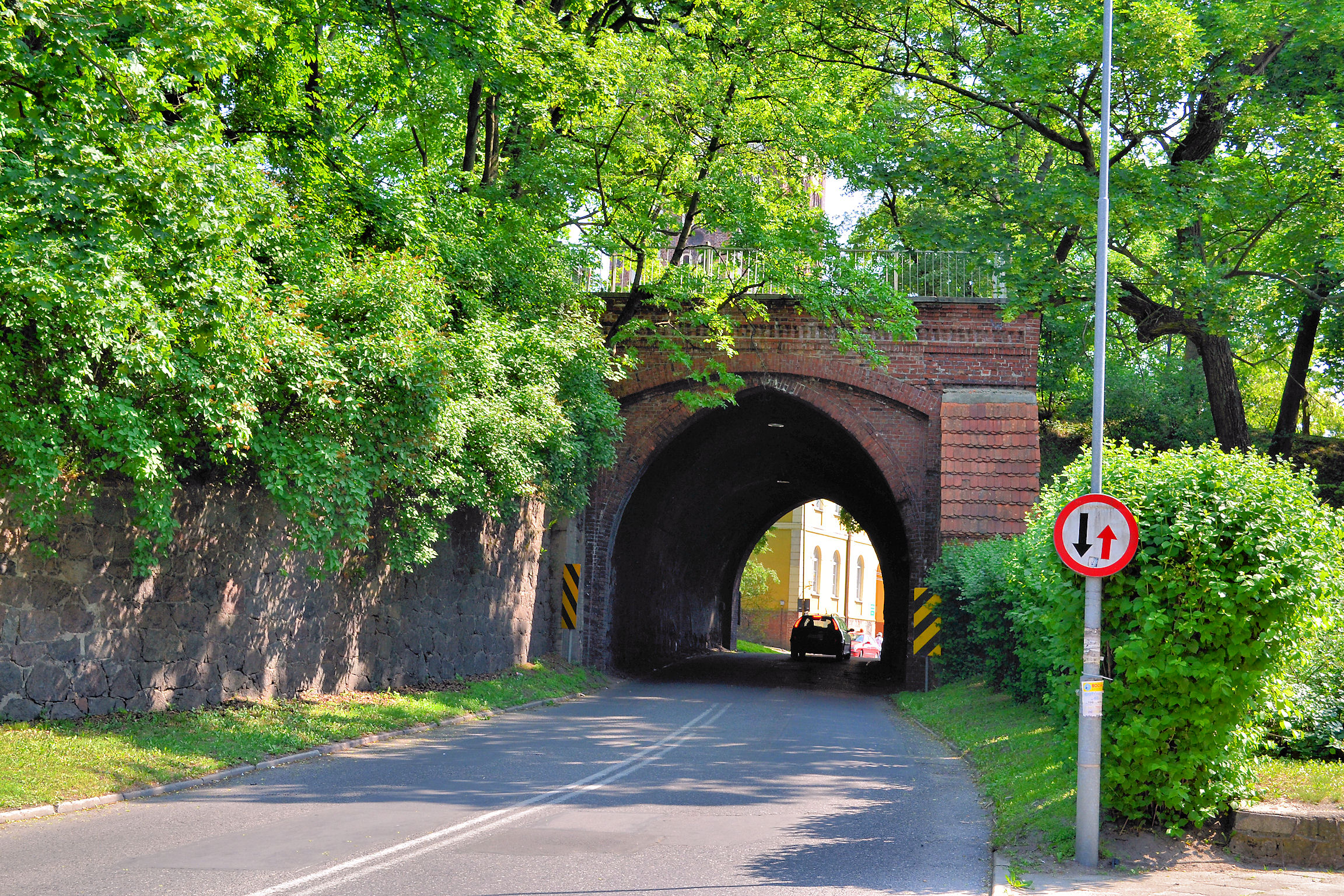
Brama Świętojańska

Brama Świętojańska (zwana także Szczecińską) – brama miejska położona przy ul. św. Jana Chrzciciela w Stargardzie.
Obecnie jest to neogotycki tunel po zbudowanej ok. 1450 r. bramie, w bliskim sąsiedztwie kościoła św. Jana, stąd jej nazwa. Kształtem zbliżona do Bramy Pyrzyckiej, posiadała przedbramie, w skład którego wchodziły: most zwodzony, brama przednia tzw. gardziel i brama wewnętrzna.
Po 1720 roku umocnienia ziemno-wodne, znajdujące się przed Bramą Świętojańską zostały częściowo zlikwidowane. Na ich miejscu powstał plac ćwiczeń wojskowych. Zmiany te wprowadził książę Moritz von Anhalt Dessau.
Od 1721 nadbudowa bramy wykorzystywana była jako więzienie, a od 1820 mieścił się tam zakład dla psychicznie chorych. Ze względu na likwidację części obwarowań otaczających miasto, w 1842 bramę rozebrano, natomiast w miejscu, gdzie przebiegają wały ziemne, w końcu XIX wieku zbudowano ostrołukowy tunel istniejący do dzisiaj.